# Torre del Mulinaccio
La Torre del Mulinaccio è una torre costiera situata nel comune di Monte Argentario, presso la frazione di Porto Ercole.

## Storia
La torre fu costruita dagli Spagnoli nel tardo Cinquecento, con lo scopo iniziale di controllare l'insenatura in cui oggi sorge il porto di Cala Galera, non visibile in toto dal sito in cui sorge il vicino Forte Filippo. In seguito, attorno alla struttura difensiva fu realizzata una cortina muraria di forma poligonale a sua completa protezione.
Considerata la sua posizione sul promontorio e la sua ubicazione tra lo strapiombo a nord e la più imponente fortezza a sud, da dove era pienamente visibili, fu decisa la sua trasformazione in un mulino a vento (che le ha conferito la denominazione), che risultava in piena attività durante il periodo settecentesco. Da allora, le funzioni di avvistamento si svolsero all'interno dell'area all'aperto racchiusa dalla cortina muraria di cinta.
Il mulino a vento venne definitivamente dismesso nel corso dell'Ottocento e, da allora, la struttura fu abbandonata.

## Descrizione
La Torre del Mulinaccio si trova poco a nord-est del Forte Filippo, dal quale risulta ben visibile.
La struttura turriforme, sotto forma di ruderi, si presenta a pianta circolare, con strutture murarie rivestite in pietra e in laterizio. Seppur di modesta altezza, presenta la parte alta quasi interamente crollata, a seguito del definitivo abbandono del mulino a vento che vi venne costruito.
La trasformazione dell'originaria struttura difensiva costiera in mulino comportò, tuttavia, già all'epoca una modifica degli originari elementi architettonici che la caratterizzavano.